# Claudia Ferri

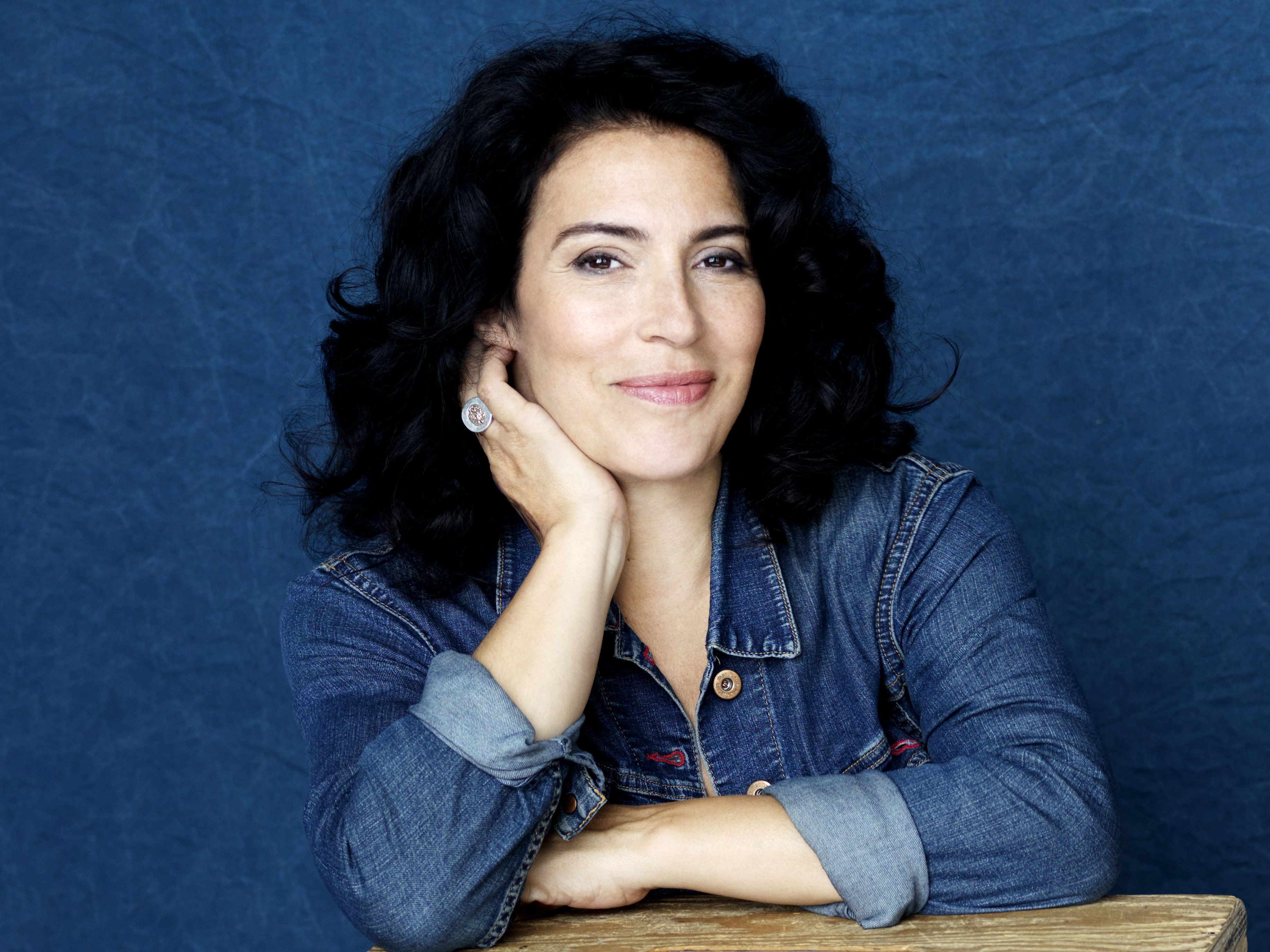
Claudia Ferri

Claudia Ferri (* in Montreal) ist eine kanadische Schauspielerin.

## Leben und Leistungen
Ferri wuchs in einer multikulturellen Familie mit italienischen, irischen, französischen, schottischen und indianischen Wurzeln auf. Sie debütierte in einer Folge der Fernsehserie MacGyver aus dem Jahr 1989. In der Musikkomödie Hard Core Logo (1996), die mit mehreren Genie-Award-Nominierungen und anderen Preisen bedacht wurde, übernahm sie eine der größeren Rollen. Im kanadischen Thriller The Assignment – Der Auftrag (1997) spielte sie eine größere Rolle an der Seite von Aidan Quinn, Donald Sutherland und Ben Kingsley.
In der kanadischen Komödie Mambo Italiano (2003) verkörperte Ferri die Schwester der von Luke Kirby gespielten Hauptfigur eines italienischstämmigen, homosexuellen Mannes. Für diese Rolle wurde sie im Jahr 2004 für den Canadian Comedy Award und für den Prix Jutra nominiert. Im Jahr 2005 erhielt sie für ihren Gastauftritt in der Fernsehserie Ciao Bella den ACTRA Montreal Award.

## Filmografie (Auswahl)
- 1991: MacGyver (Fernsehserie)
- 1992: Highlander (Fernsehserie)
- 1994: Jeder mit jedem (Sleeping with Strangers)
- 1996: Hard Core Logo
- 1997: The Assignment – Der Auftrag (The Assignment)
- 1997–1999: Omertà, la loi du silence (C)
- 1999: Bonanno: A Godfather’s Story
- 1999: 36 Stunden bis zum Tod (36 Hours to Die)
- 1999: Grusel, Grauen, Gänsehaut (Are You Afraid of the Dark?, Fernsehserie)
- 1999: Zuhause ist ein weiter Weg (Running Home)

- 2000: Artificial Lies – Im Netz der Lügen (Artificial Lies)
- 2001: Dead Awake
- 2003: Mambo Italiano
- 2004: Ciao Bella (Fernsehserie)
- 2005: Saving Milly  (Fernsehfilm)
- 2005: Jagd nach Gerechtigkeit (Hunt for Justice)
- 2005–2006: Naked Josh (Fernsehserie)
- 2007: Tipping Point (Fernsehfilm)
- 2007: Too Young to Marry
- 2007–2009: Durham County – Im Rausch der Gewalt (Durham County, Fernsehserie)
- 2008: War Games 2: The Dead Code
- 2009: Assassin’s Creed: Lineage (Fernsehserie)
- 2009: Assassin’s Creed II
- 2009: Dédé, à travers les brumes
- 2009: 40 Is the New 20
- 2009: Les Grandes Chaleurs
- 2009: Ring of Deceit (Fernsehfilm)
- 2010: La Linea 2 (Across the Line: The Exodus of Charlie Wright)
- 2013: Rogue (Fernsehserie, Staffel 1)
- 2013: Le gentleman (Fernsehserie)
- 2014: La marraine (Fernsehserie)
- 2015: Ein Date mit Miss Fortune (A Date with Miss Fortune)
- 2017: Bad Blood (Fernsehserie)
- 2018: The Detectives (Fernsehserie)
- 2019: Only Mine
- 2019: Ice Cream in the Cupboard
- 2020: Transplant (Fernsehserie)
- 2020: La Face cachée du Baklava (The Sticky Side of Baklava) (Fernsehfilm)
- 2021: Brain Freeze
- 2021: A Christmas Proposal (Fernsehfilm)
- 2022: Arlette
- 2022: Non morirò di fame
- 2024: Palm Royale (Fernsehserie)
- 2024: Cerebrum (Fernsehserie)